# Apterichtus australis
Apterichtus australis  (лат.) — вид лучепёрых рыб из семейства острохвостых угрей (Ophichthidae). Распространены в западной и центральной частях Тихого океана. Морские донные рыбы. Максимальная длина тела 57 см.

## Описание
Тело длинное, цилиндрической формы, несколько сжато с боков в задней части, заострённое с обоих концов. Чешуя отсутствует. Длина хвостовой части тела составляет 45—57% от общей длины тела. Рыло конической формы. Зубы конической формы, расположены в один ряд на обеих челюстях и сошнике. Передняя ноздря с удлинённой трубкой, длина которой примерно равна половине диаметра глаза, расположена на середине рыла и направлена вперёд и вбок. Жаберные отверстия расположены на брюшной стороне тела. Жаберная область немного расширена, что создаёт выпуклость в задней половине головы. Плавники отсутствуют. Три поры в подглазничном канале боковой линии. Три поры в канале боковой линии, который соединяет каналы боковой линии по обеим сторонам тела. Общее количество позвонков варьирует от 162 до 167. Общая окраска желтовато-оранжевая с несколькими крупными белыми пятнами на голове.
Максимальная длина тела 57 см.

## Ареал и места обитания
Распространены в западной и центральной частях Тихого океана от Японии до Австралии и острова Лорд-Хау; на восток у островов Пасхи, Питкэрн, Рапа-Ити. Обитают в прибрежных водах над песчаными грунтами вблизи скалистых и коралловых рифов на глубине от 12 до 100 м. С помощью заострённого рыла или острого хвоста зарываются в грунт, и обычно над поверхностью грунта видна только голова.